# 朝里駅
朝里駅（あさりえき）は、北海道小樽市朝里1丁目にある、北海道旅客鉄道（JR北海道）函館本線の駅である。駅番号はS12。事務管理コードは▲130118。

## 歴史
- 1880年（明治13年）

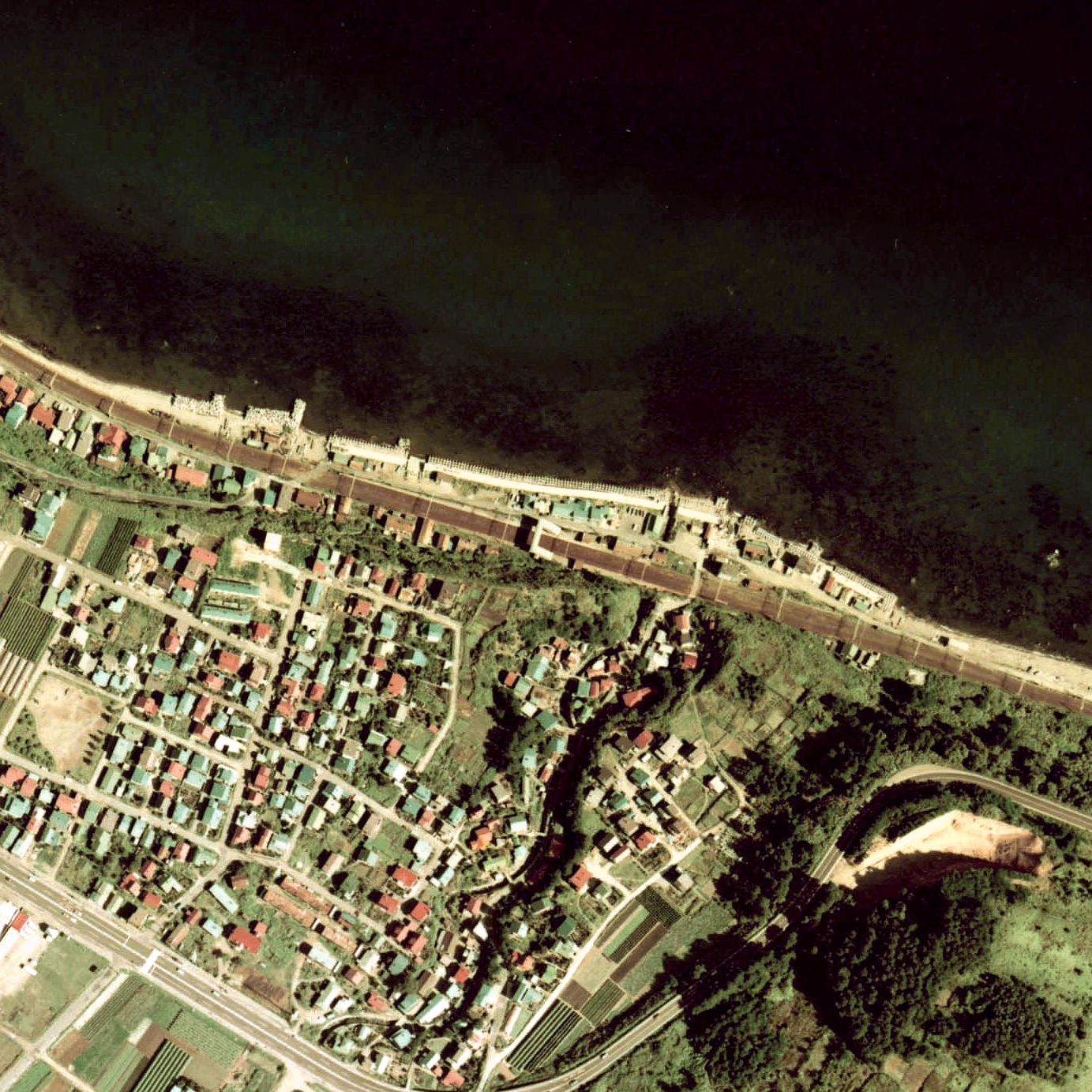
1976年の朝里駅と周囲750m範囲。左が小樽方面。間に中線を挟む相対式ホーム2面2線、駅舎横札幌側の踏切より右に貨物積卸場と留置線を兼ねた短い引込線を有する。

  - 11月18日：官営幌内鉄道 開運町（現・南小樽） - 軽川（現・手稲）間が試験開業。
  - 11月28日：官営幌内鉄道 手宮駅 - 札幌駅間の仮開業に伴い、同線の駅として開業[1]。当初はフラグ・ステーション（旅客扱いのみ）[1]。
- 1881年（明治14年）10月：貨物扱い開始[1]。
- 1883年（明治15年）：営業休止[1]。
- 1884年（明治16年）：営業再開[1]。
- 1888年（明治21年）4月：官営幌内鉄道が北有社に運輸業務を譲渡。
- 1889年（明治22年）12月11日：北有社の事業譲渡に伴い、北海道炭礦鉄道に移管。
- 1893年（明治26年）3月21日：停車場移転による改キロ（南小樽側に約200 m移転）[注釈 1]。
- 1906年（明治39年）10月1日：北海道炭礦鉄道の国有化に伴い、国有鉄道に移管[1]。
- 1909年（明治42年）10月12日：国有鉄道線路名称制定に伴い、函館本線の駅となる。
- 1910年（明治43年）5月1日：函館本線小樽（現・南小樽） - 当駅間が複線化。
- 1911年（明治44年）6月20日：函館本線当駅 - 銭函間が複線化。
- 1949年（昭和24年）6月1日：日本国有鉄道法施行に伴い、日本国有鉄道（国鉄）に継承。
- 1968年（昭和43年）8月28日：函館本線のうち、当駅を含む小樽 - 滝川間が電化（交流20,000V・50Hz）。
- 1974年（昭和49年）10月1日：貨物扱い廃止[1]。
- 1978年（昭和53年）10月2日：業務委託駅となる。
- 1984年（昭和59年）
  - 2月1日：荷物扱い廃止[1]。
  - 3月31日：駅員無配置駅となり[新聞 1]、簡易委託化。
- 1987年（昭和62年）4月1日：国鉄分割民営化に伴い、（JR北海道）の駅となる[1]。
- 1993年（平成5年） - 1996年（平成8年）：この間、出札業務を簡易委託から管理駅派遣職員に変更。
- 1999年（平成11年）
  - 3月11日：自動券売機の設置に伴い、管理駅派遣による出札業務中止、完全無人化。
  - 12月7日：自動改札機を設置し、供用開始[3]。
- 2007年（平成19年）10月1日：駅ナンバリングを実施[報道 1]。
- 2008年（平成20年）10月25日：ICカードKitaca使用開始[報道 2]。
- 2024年（令和6年）3月16日：同日のダイヤ改正で、快速「ニセコライナー」と日中帯の快速「エアポート」の停車駅となる[4][5]。

## 駅構造
相対式ホーム2面2線を有する地上駅。ホームの移動は跨線橋を使う。かつて存在した中線は撤去された。
小樽駅管理の無人駅で、駅舎内（2番線側）には自動券売機と簡易自動改札機（Kitaca・磁気券ともに対応）、1番線側に簡易自動改札機（Kitaca対応）および乗車駅証明書発行機が置かれている。Kitacaは利用可能であるが、カードの販売は行わない。
1番線の自動改札機（Kitaca専用）は乗車用のものと降車用のものが屋根付きの簡易待合スペース内に壁に向けて並べて設置されており、改札機の両隣にはベンチが設置されている。

### のりば
駅舎側より記載。
| 番線 | 路線      | 方向 | 行先             |
| ---- | --------- | ---- | ---------------- |
| 2    | ■函館本線 | 下り | 江別・岩見沢方面 |
| 1    | ■函館本線 | 上り | 小樽・然別方面   |

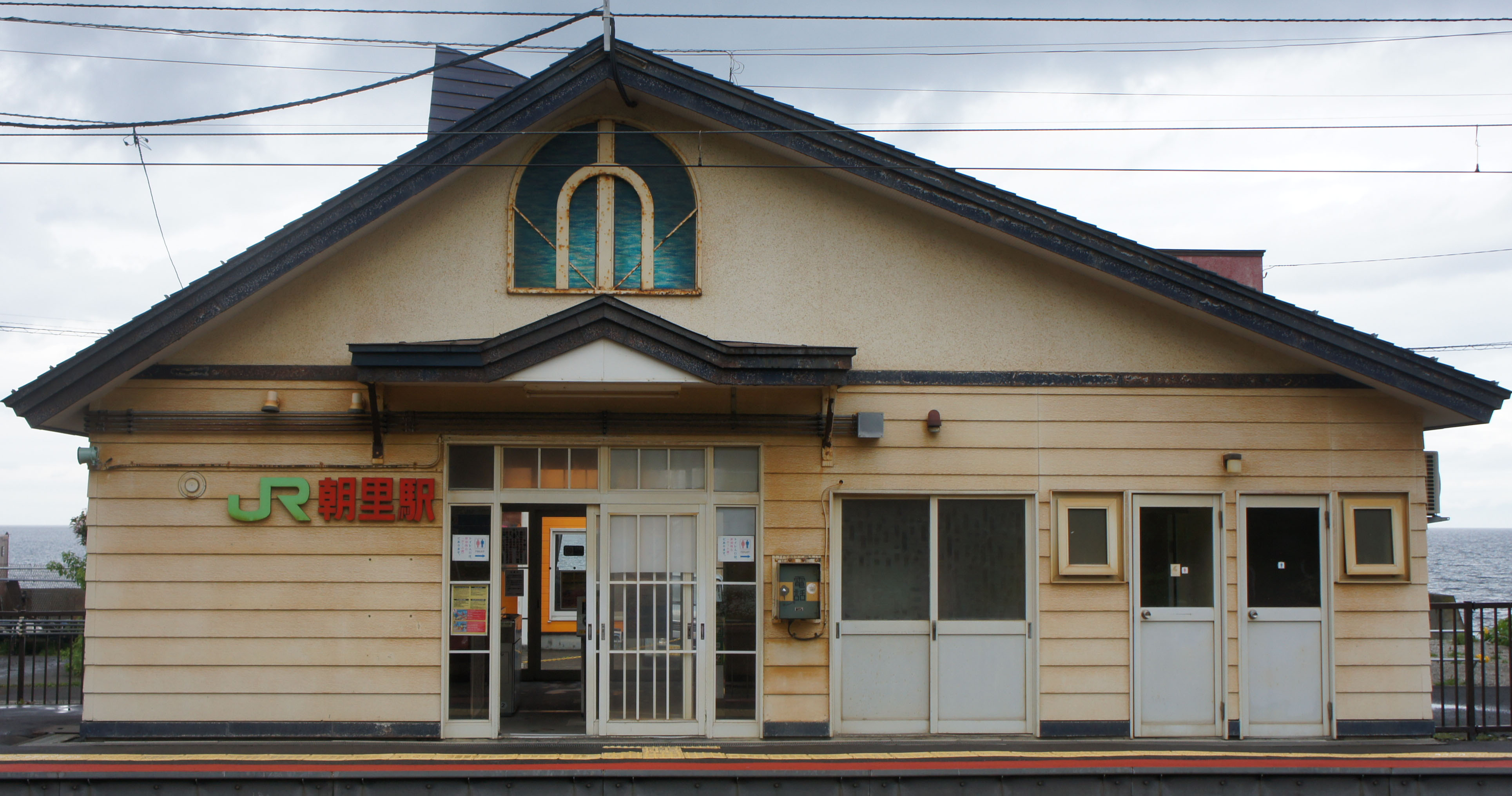
ホームから望む駅舎（2017年5月）
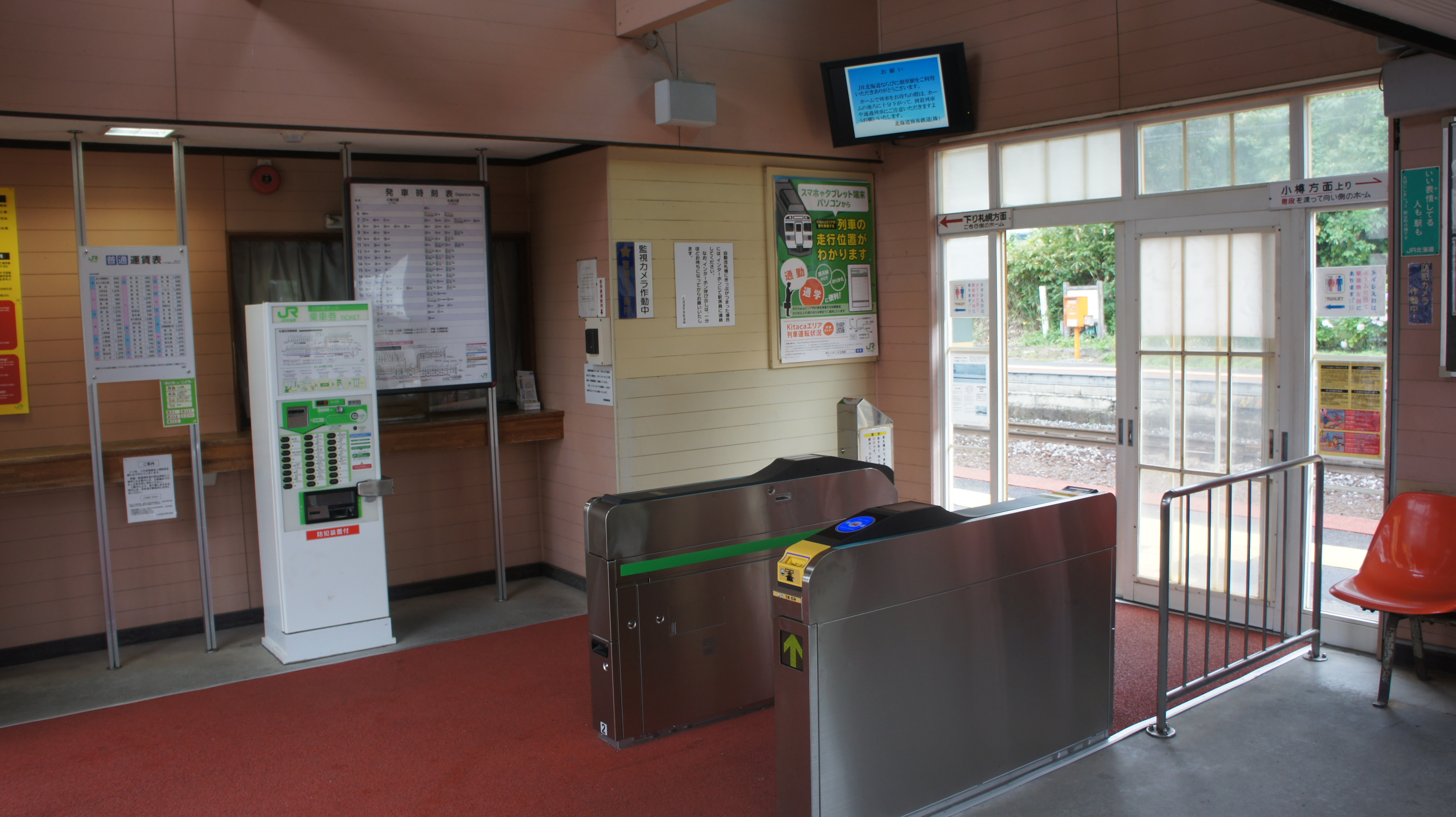
駅舎側改札口（2018年8月）
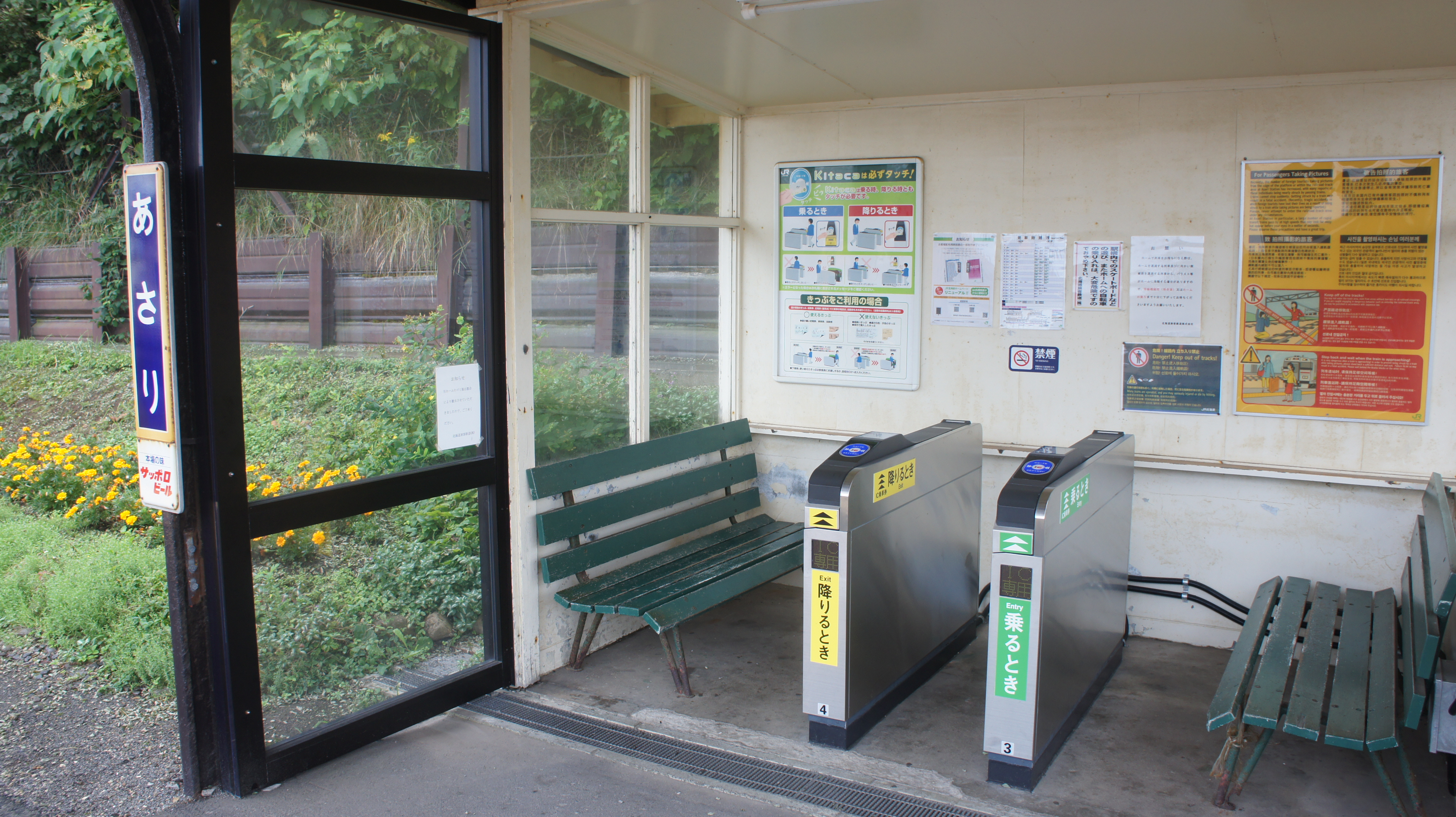
1番線改札口（2018年8月）
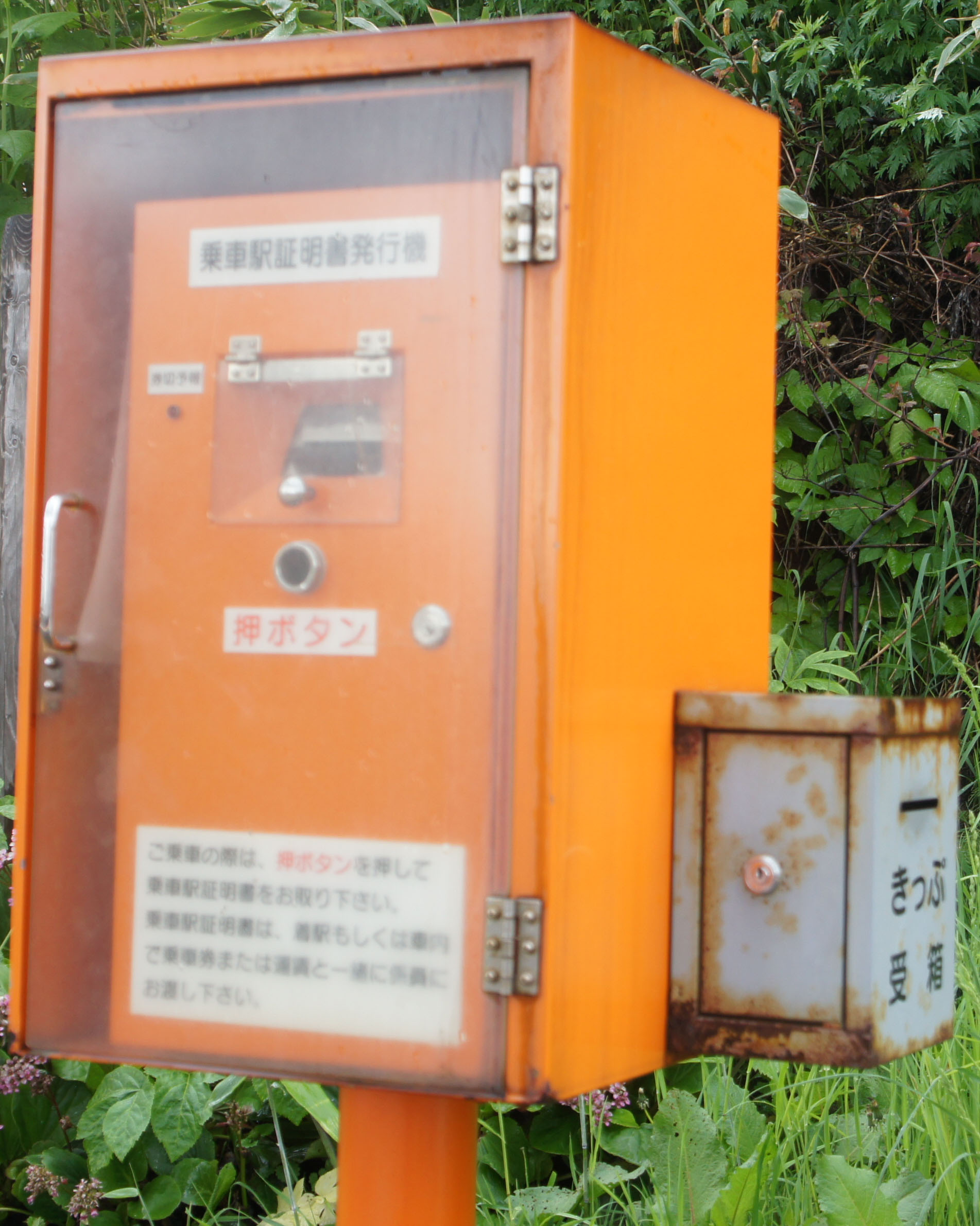
乗車駅証明書発行機（2017年5月）
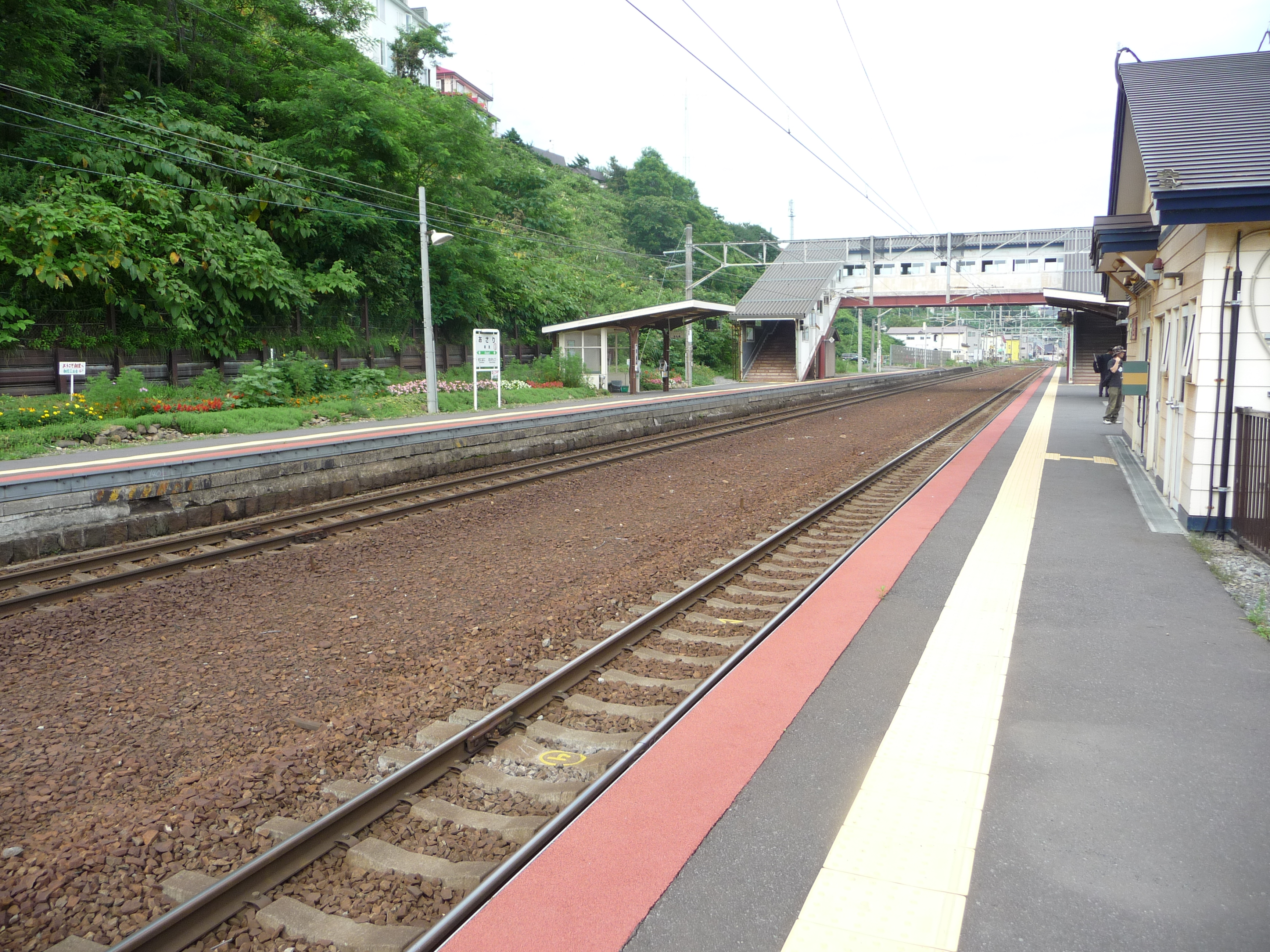
ホーム（2010年8月）
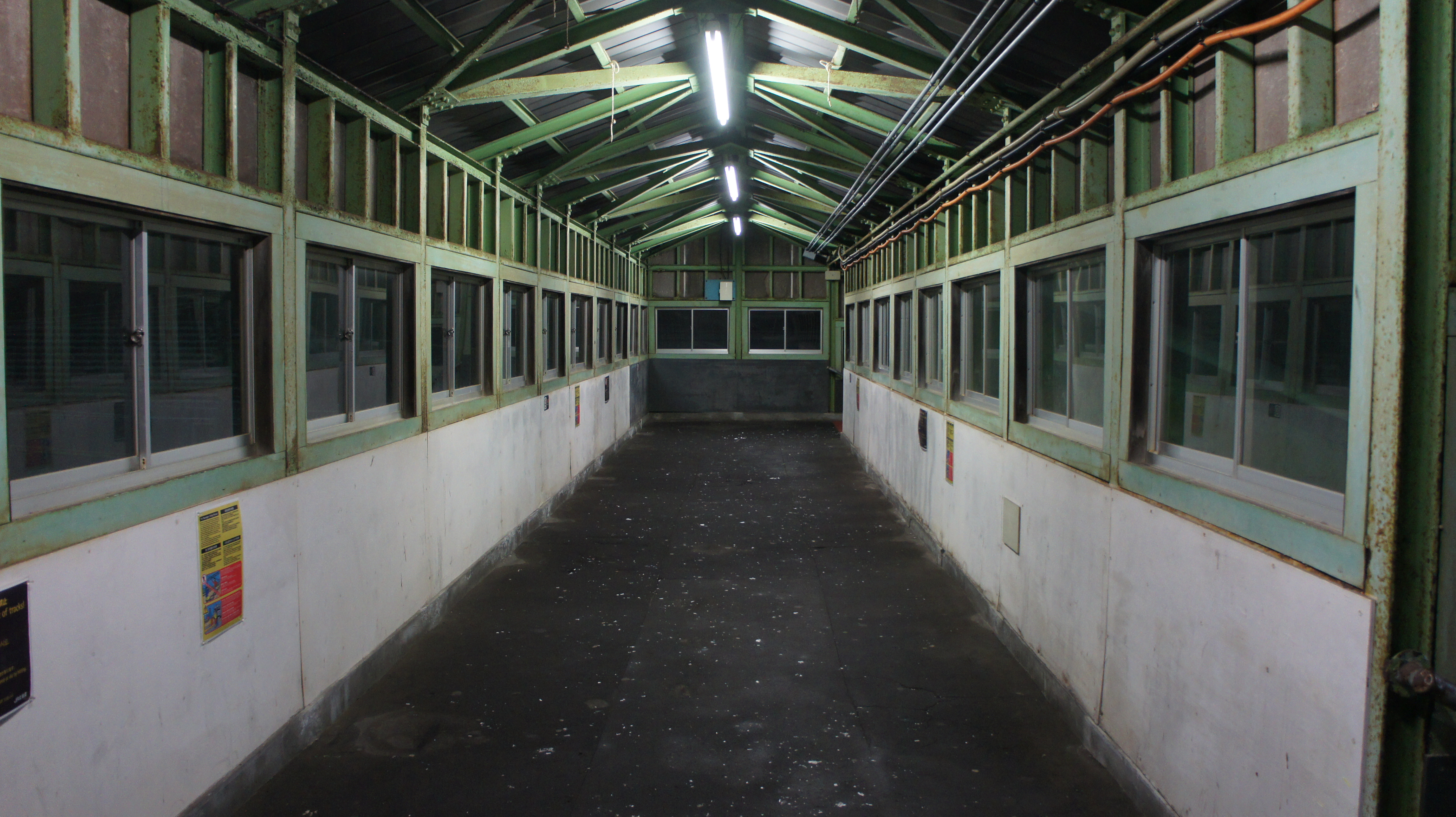
跨線橋（2017年12月）
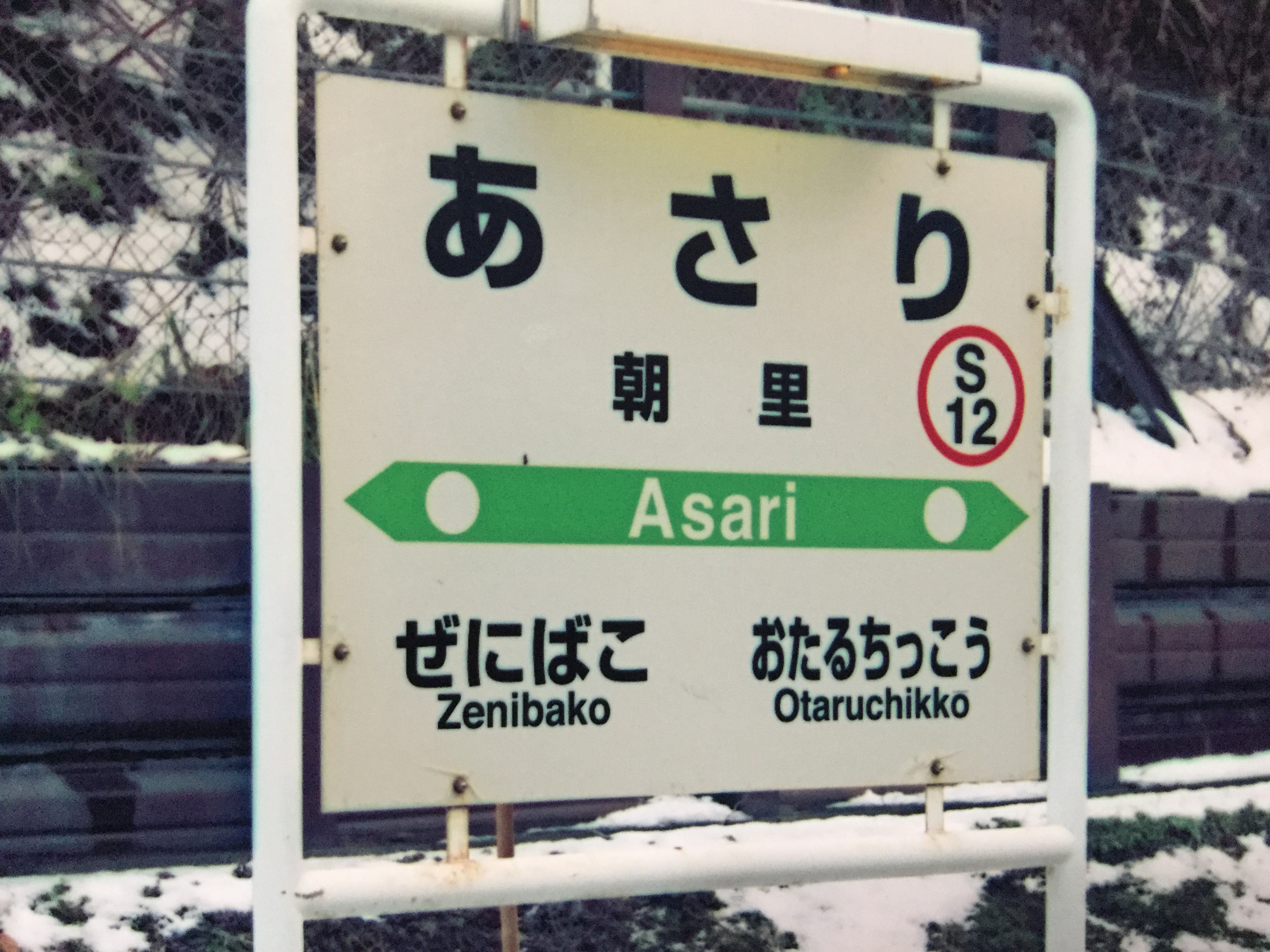
駅名標

## 利用状況
乗車人員の推移は以下の通り。年間の値のみ判明している年度は日数割で算出した参考値を括弧書きで示す。出典が「乗降人員」となっているものについては1/2とした値を括弧書きで乗車人員の欄に示し、備考欄で元の値を示す。
また、「JR調査」については、当該の年度を最終年とする過去5年間の各調査日における平均である。
| 年度               | 乗車人員（人） | 乗車人員（人） | 乗車人員（人） | 出典             | 備考                                 |
| 年度               | 年間           | 1日平均        | JR調査         | 出典             | 備考                                 |
| ------------------ | -------------- | -------------- | -------------- | ---------------- | ------------------------------------ |
| 1948年（昭和23年） | 310,686        | (851.2)        |                | [ 8 ]            |                                      |
| 1949年（昭和24年） | 281,298        | (770.7)        |                | [ 8 ]            |                                      |
| 1950年（昭和25年） | 229,908        | (629.9)        |                | [ 8 ]            |                                      |
| 1951年（昭和26年） | 220,488        | (602.4)        |                | [ 8 ]            |                                      |
| 1952年（昭和27年） | 220,655        | (604.5)        |                | [ 8 ]            |                                      |
| 1953年（昭和28年） | 246,633        | (675.7)        |                | [ 8 ]            |                                      |
| 1954年（昭和29年） | 176,520        | (483.6)        |                | [ 8 ]            |                                      |
| 1955年（昭和30年） | 163,225        | (446.0)        |                | [ 8 ]            |                                      |
| 1956年（昭和31年） | 158,200        | (433.4)        |                | [ 8 ]            |                                      |
| 1957年（昭和32年） | 144,033        | (394.6)        |                | [ 8 ]            |                                      |
| 1958年（昭和33年） | 145,094        | (397.5)        |                | [ 8 ]            |                                      |
| 1959年（昭和34年） | 153,000        | (418.0)        |                | [ 9 ] [ 注釈 2 ] | 以下、年間値は千人単位のものを人換算 |
| 1960年（昭和35年） | 158,000        | (432.9)        |                | [ 9 ] [ 注釈 2 ] |                                      |
| 1961年（昭和36年） | 139,000        | (380.8)        |                | [ 9 ] [ 注釈 2 ] |                                      |
| 1962年（昭和37年） | 103,000        | (282.2)        |                | [ 9 ] [ 注釈 2 ] |                                      |
| 1963年（昭和38年） | 131,000        | (357.9)        |                | [ 9 ] [ 注釈 2 ] |                                      |
| 1964年（昭和39年） | 147,000        | (402.7)        |                | [ 9 ] [ 注釈 2 ] |                                      |
| 1965年（昭和40年） | 153,000        | (419.2)        |                | [ 9 ] [ 注釈 2 ] |                                      |
| 1966年（昭和41年） | 153,000        | (419.2)        |                | [ 9 ] [ 注釈 2 ] |                                      |
| 1967年（昭和42年） | 147,000        | (401.6)        |                | [ 9 ] [ 注釈 2 ] |                                      |
| 1968年（昭和43年） | 151,000        | (413.7)        |                | [ 9 ] [ 注釈 2 ] |                                      |
| 1969年（昭和44年） | 143,000        | (391.8)        |                | [ 9 ] [ 注釈 2 ] |                                      |
| 1970年（昭和45年） | 141,000        | (386.3)        |                | [ 9 ] [ 注釈 2 ] |                                      |
| 1971年（昭和46年） | 131,000        | (357.9)        |                | [ 9 ] [ 注釈 2 ] |                                      |
| 1972年（昭和47年） | 145,000        | (397.3)        |                | [ 9 ] [ 注釈 2 ] |                                      |
| 1973年（昭和48年） | 148,000        | (405.5)        |                | [ 9 ] [ 注釈 2 ] |                                      |
| 1974年（昭和49年） | 160,000        | (438.4)        |                | [ 9 ] [ 注釈 2 ] |                                      |
| 1975年（昭和50年） | 173,000        | (472.7)        |                | [ 9 ] [ 注釈 2 ] |                                      |
| 1976年（昭和51年） | 185,000        | (506.8)        |                | [ 9 ] [ 注釈 2 ] |                                      |
| 1977年（昭和52年） | 190,000        | (520.5)        |                | [ 9 ] [ 注釈 2 ] |                                      |
| 1978年（昭和53年） | 202,000        | 565.0          |                | [ 9 ] [ 10 ]     |                                      |
| 1979年（昭和54年） | 212,000        | (579.2)        |                | [ 9 ]            |                                      |
| 1980年（昭和55年） | 223,000        | (611.0)        |                | [ 9 ]            |                                      |
| 1981年（昭和56年） | 230,000        | (630.1)        |                | [ 9 ]            |                                      |
| 1982年（昭和57年） | 231,000        | (632.9)        |                | [ 9 ]            |                                      |
| 1983年（昭和58年） | 239,000        | (653.0)        |                | [ 9 ]            |                                      |
| 1984年（昭和59年） | 246,000        | (674.0)        |                | [ 9 ]            |                                      |
| 1985年（昭和60年） | 248,000        | (679.5)        |                | [ 9 ]            |                                      |
| 1986年（昭和61年） | 183,000        | (501.4)        |                | [ 9 ]            |                                      |
| 1993年（平成05年） |                | (343)          |                | [ 11 ]           | 1日乗降客数686人                     |

## 駅周辺
すぐ近くに海水浴場がある。駅周辺には家などは少ないが、少し南側に進んだところに住宅地がある。
- 国道5号 （約500m）
- 小樽警察署朝里交番
- 朝里郵便局
- 北海道信用金庫朝里支店
- 北海道中央バス（おたもい営業所、真栄営業所、札樽線）、ジェイ・アール北海道バス（札樽線）「朝里町」停留所（国道5号線沿い）

## その他

### 映画のロケ地として
当駅では1995年（平成7年）の日本映画、「Love Letter」（監督：岩井俊二）のロケーションが行われた。また、同作の監督である岩井は2015年（平成27年）に中国でオムニバス映画「恋愛中的城市（邦題：「恋する都市 5つの物語」）」をプロデュースしているが、この中の5つの作品群のうち、1作目「Honeymoon（蜜月）」は小樽が舞台であり、当駅でもロケーションが行われた。
「Love letter」は韓国で2016年に再上映されたことをきっかけに、「恋愛中的城市」は中国・台湾で人気を得たために、ロケ地巡りの観光客が絶えず、迷惑行為が問題視された時期もあった。
2025年1月には、立入禁止の踏切内で記念写真を撮影していた中国人女性が、列車にはねられて死亡した。JR北海道ではこの事故を受けて、駅の警備員の人員増加、線路への立入禁止を呼びかける多言語看板の強化などの再発防止策をとっているが、その後も依然として、国外からの観光客のマナーの悪さは問題視されている。

## 隣の駅
北海道旅客鉄道（JR北海道）
■函館本線

小樽築港駅 (S13) - 朝里駅 (S12)  - *張碓駅 - 銭函駅 (S11)
* 打消線は廃駅